# Štefan Oriško
Štefan Oriško (1951. május 24.) művészettörténész.

## Élete
1970-1975 között képzőművészet-tudományt tanult a pozsonyi Comenius Egyetemen. 1986-tól Comenius Egyetemen oktatott a későbbi (1990) művészettörténet szakon. 1996-tól a tudományok kandidátusa. 2008-2012 között tanszékvezető volt.
Középkori művészettel és műemlékvédelemmel foglalkozott. A Szlovákia Keramikusainak Társasága tagja.
2021-ben nyugalomba vonult.

## Művei
- 1982 Marián Polonský. Bratislava.
- 1984 Kremnica.
- 1994 Modra. Pocta keramike.
- 1996 Kríž z Rusoviec. Pamiatky a múzeá 1996/3, 38-41.
- 1997 Architektúra neskororománskej rotundy v Šiveticiach. Archaeologia historica 22, 29-37.
- 1997 Dva neskororománske kamenné fragmenty z dolného Považia. Pamiatky a múzeá 1997/3, 52-54.
- 1998 Stredoveké objekty mestského jadra zlatej Kremnice. Pamiatky a múzeá 1998/2, 36-39.
- 1999 Výsledky výskumu kostola v Rakovnici. In: Archaeologia historica 24, 333-344.
- 1999 Románska stavebná plastika a kameňosochárstvo na Slovensku
- 2004 Prvé stredoveké stavby žobravých reholí na Slovensku. Pamiatky a múzeá
- 2006 Sigismundus Rex et Imperator. Úvahy nad výstavou umenia žigmundovskej doby. Ars 39/1, 31-51.
- 2007 K výsledkom výskumu kostola v Moste pri Bratislave. Archaeologia historica 32, 353-365.
- 2013 Najnovšie nálezy stredovekej stavebnej plastiky z farského kostola sv. Mikuláša v Trnave. In: Archaeologia historica 38/2.
- 2015 Anna Horváthová. (tsz. Dana Doricová)
- 2017 Pramene k umelecko-historickému bádaniu a ochrane pamiatok na Slovensku (1846–1918). (tsz. Buday Péter)